# Carballedo
Carballedo er en kommune i det nordvestlige Spanien i provinsen Lugo. Den har et indbyggertal på 2.044 (2024) indbyggere.